# 레이지 어게인스트 더 머신
레이지 어게인스트 더 머신(Rage Against the Machine)은 미국의 록 밴드이다.
록 사운드에 랩을 입혀 90년대 많은 인기를 누렸다. 이들은 주로 미국의 지배계급에 대한 분노와, 억압받는 자들의 고통을 냉소적으로 노래했고, 이러한 가사들은 종종 극좌파적인 정치성향을 보이기도 했으나 결론적으론 젊은이들로 하여금 사회의식에 눈 뜨게 해줬다고 평가할 수 있다. 랩/락 계열 음악에서 기념비적인 입지를 확보하고 있으며, 록 밴드들은 물론 힙합 성향의 뮤지션들에게도 많은 영향을 미치고 있다. 2002년 잭 드 라 로차가 '멕시코 전통음악을 하고 싶다'며 탈퇴해 밴드는 해체되고 말았으나, 기존 멤버들이 잔존한 상태에서 사운드가든의 전 멤버 크리스 코넬을 보컬로 영입해 오디오슬레이브를 결성, 다시금 메이저급 밴드로 자리매김하는 데 성공했다.
2007년 7월 그들은 재결성 콘서트 (New York City)를 가졌다.

## 멤버
- 잭 드 라 로차(Zack de la Rocha) - 보컬
- 톰 모렐로(Tom Morello) - 기타
- 팀 코머퍼드(Tim Commerford) - 베이스
- 브래드 윌크(Brad Wilk) - 드럼

## 음반 목록
- 《Rage Against the Machine》 (1992년)
- 《Evil Empire》 (1996년)
- 《The Battle of Los Angeles》 (1999년)
- 《Renegades》 (2000년)